# Euxesta mazorca
Euxesta mazorca är en tvåvingeart som beskrevs av Steyskal 1974. Euxesta mazorca ingår i släktet Euxesta och familjen fläckflugor. Inga underarter finns listade i Catalogue of Life.